# Pēteris Vasks

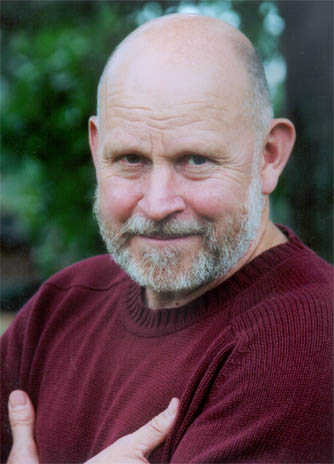
Pēteris Vasks

Pēteris Vasks är en lettisk tonsättare och musiker. Vasks föddes den 16 april 1946 i Aizpute i Lettland.
Vasks studerade kontrabas vid konservatoriet i Vilnius och komposition vid konservatoriet i Riga.
Han har komponerat över 70 verk inom de flesta genrer, dock överväger kammar- och körmusiken.